# 陸慶衍
陸慶衍，字孝長，號鄂几，南直隸松江府華亭縣人，明朝政治人物。

## 生平
崇禎十五年（1642年），壬午应天乡试举人。崇禎十六年（1643年）联捷登癸未科进士。吏部觀政，十七年授刑部福建司主事，弘光元年（1645年）江西恤刑，升四川司員外郎。

## 家族
曾祖陸樹聲，辛丑會元，礼部尚書，謚文定。祖父陆彦章，己丑進士，刑部侍郎。父陸崇隆，太學生。本生父陸景蒙，廪生。陆庆曾、陆庆臻弟。